# Лазуренко Сергій Іванович
Лазуренко Сергій Іванович (нар. 23 вересня 1967) — начальник підземної дільниці з видобутку вугілля № 2 виробничого структурного підрозділу „Шахта «Самарська»“ акціонерного товариства «ДТЕК Павлоградвугілля» (Дніпропетровська область), Герой України. Депутат Тернівської міської ради VI скликання (з жовтня 2010).

## Нагороди
- Звання «Герой України» з врученням ордена Держави (25 серпня 2011) — за визначний особистий внесок у розвиток вітчизняного паливно-енергетичного комплексу, досягнення високих показників у виробництві, багаторічну самовіддану працю[2]
- Повний кавалер знака «Шахтарська слава». Нагороджений знаком «Шахтарська доблесть» III ступеня.